# Эбелинг, Адольф
Адольф Эбелинг (англ. Adolf Heinrich Ebeling; 24 октября 1827, Гамбург — 20 июля 1896, Кёльн) — немецкий писатель.
Долго жил в Париже, был корреспондентом в немецких газетах. В 1870 году был изгнан из Франции. Служил по учебному ведомству.

## Труды
1. «Gedichte» (1847);
2. «Bruchstücke aus der Beschreibung einer Reise in Brasilien» (1849);
3. «Eine Mutter im Irrenhause» (1851);
4. «Jenny die schwedische Sängerin» (1850);
5. «Lebende Bilder aus der modernen Paris» (1863—1867);
6. «Vermischte Schriften» (1867—1868);
7. «Regenbogen im Osten» (1868);
8. «Thurine» (1871);
9. «Bilder aus Kairo» (1878—1879);
10. «Fürstin und Professor» (1881);
11. «Verloren» (1884);
12. «Nero» (1885);
13. «Das Geheimnis des Priesters» (1887);
14. «Napoleon III und sein Hof» (1892—1893);
15. «Die Krone des Orients» (1867) и др.